# Cacimba de Dentro
Cacimba de Dentro è un comune del Brasile nello Stato del Paraíba, parte della mesoregione dell'Agreste Paraibano e della microregione del Curimataú Oriental.